# Lavage de cerveau

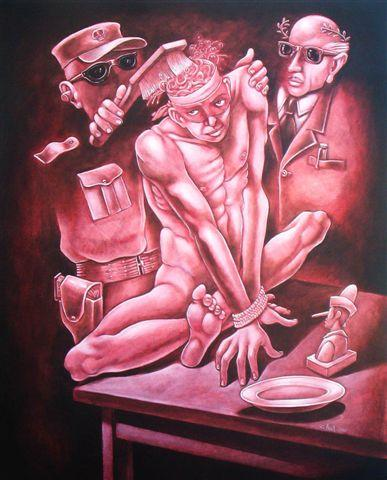
Une représentation satirique du lavage de cerveau.

L'expression lavage de cerveau regroupe des procédés qui auraient la faculté de reconditionner le libre arbitre d'un individu par la modification cognitive, peut-être aussi physiologique et neurologique, du cortex cérébral.
Ces procédés sont à distinguer d'autres types de manipulations mentales et comportementales (voir l'expérience de Milgram) ou chirurgicales (la lobotomie), la distinction principale dans ces derniers exemples étant de supprimer la capacité d'analyse et non de la fausser.
Le lavage de cerveau est parfois assorti de violences verbales ou physiques afin de créer un rapport de domination du « laveur » sur le « lavé ». On en trouve des exemples dans le cinéma d'espionnage par exemple.

## Étymologie
L'expression « lavage de cerveau » est la traduction littérale d'une expression familière chinoise faite de deux caractères xǐ nǎo (洗脑) par laquelle les Chinois désignaient la « réforme de la pensée » obligatoire mise en œuvre après la victoire du Parti communiste chinois en 1949 à l'issue de la guerre civile chinoise. Ces caractères peuvent représenter des objets ou actes concrets, mais aussi abstraits : « laver, purifier, rectifier » - « tête, cerveau, pensée ». Le terme officiel était sīxiǎng gǎizào (思想改造 soit « remodelage, reformatage idéologique »).
Le terme américain « brainwashing » aurait été utilisé la première fois de façon courante lors d'études internes de la compagnie General Electric. Lors de la mise sur le marché des premiers téléviseurs de la firme, la direction avait fondé un bureau de recherche travaillant sur l'effet de cette nouvelle invention sur les ondes alpha du cerveau, d'où le terme. Dans les années 1970, Marshall McLuhan écrivit quelques livres à succès concernant l'influence de la télévision sur le libre arbitre, idée également présente chez Noam Chomsky mais associée au concept de « fabrication du consentement » (« manufacturing consent »).

## Historique

### Indochine française
En Indochine française sous occupation japonaise ou en cours de décolonisation, les prisonniers de l'armée française détenus par les Japonais puis par le Viet Minh furent traités différemment selon leur grade et selon qu'ils étaient Européens, Maghrébins, Africains, Asiatiques, et plus tard Américains. La « réforme de la pensée » nationaliste des Japonais, puis communiste du Viet Minh s'adressa en priorité aux sans-grades et aux troupes coloniales, considérés comme plus proches du prolétariat. Mais le taux de succès fut faible car les méthodes employées, où tortures physiques et psychologiques jouaient un rôle central, eurent sur les détenus un impact psychologique traumatisant et causèrent la mort d'un grand nombre d'entre eux. Sur 37 979 militaires français capturés par le Viet Minh, on estime qu'environ 10 % des 10 754 survivants ont été réceptifs à leur processus de « réforme de la pensée » par des commissaires politiques francophones comme Georges Boudarel,,,.

### Guerre de Corée
Durant la guerre de Corée aussi, le lavage de cerveau a été pratiqué par les deux camps, sur les prisonniers de guerre. Appliqué par la république populaire de Chine et la Corée du Nord, le processus de « réforme de la pensée » a été systématique sur les prisonniers sud-coréens (qui, à en croire la propagande nord-coréenne, ont presque tous reconnu la supériorité du communisme sur tout autre système) mais occasionnel sur les prisonniers occidentaux et turcs (dans cette seconde catégorie, il aurait alors été constaté que 15 % des prisonniers étaient réfractaires à toute forme de rééducation : les prisonniers en question étaient alors tués pour ne pas compromettre la rééducation des autres). Depuis la fin des hostilités, en Corée du Sud, des prisonniers politiques communistes détenus par le régime militaire sud-coréen (dont plusieurs depuis la guerre de Corée, comme Ri In-mo), ont été soumis après 1973, à une « conversion forcée » impliquant le recours à la torture en vue de leur faire renier leurs convictions. Le film Un crime dans la tête met en scène une personne manipulée de la sorte.

### Guerre civile du Guatemala
L’armée guatémaltèque et la Central Intelligence Agency (CIA) se sont livrées sur des prisonniers à des « traitements psychologiques », issus des expériences des États-Unis au Vietnam, pendant le conflit armé guatémaltèque (1960 à 1996),.
L’Église a enquêté sur ces pratiques dans les années 1990, plusieurs prêtres ayant compté parmi les victimes. Cette enquête a donné lieu à une publication de 1 400 pages qui détaille les méthodes employées pour modifier la personnalité des captifs : « La séquence est la suivante : tortures, amabilités ; tortures, enseignement et propagande ; entraînement à la nouvelle idéologie ; et, pour finir, période de suralimentation et forte chaleur humaine (l’individu est traité en convalescent). Le détenu peut se comporter en fanatique et se prêter à des objectifs politiques absolument contraires, mais vient généralement le moment où le prisonnier rebelle finit par reconnaître ses erreurs : il en détaille les causes, il exagère même sa culpabilité, anxieux qu’il est d’en finir avec le cycle des mauvais traitements. Toutes ces techniques qui sont consignées dans les manuels de formation aux interrogatoires, sont un échantillon du subtil usage de la psychologie et de la psychiatrie pour provoquer la souffrance comme moyen d’atteindre des objectifs politiques ou militaires ». L’usage de drogues est fréquent pour accentuer la confusion mentale du détenu.
Une partie de la presse occidentale, dont en France Le Figaro Magazine, a complaisamment relayé la propagande des tortionnaires guatémaltèques,.

### Bloc de l'Est
Le lavage de cerveau ou « réforme de la pensée » fut pratiqué dans la plupart des pays du bloc de l'Est, URSS et Chine en particulier, soit dans ces centres de détention psychiatriques surnommés psikhouchki (психушки), la contestation et la dissidence étant alors considérées comme des formes de schizophrénie,,, soit dans les réseaux de camps de travaux forcés de chaque pays, comme le Goulag et le Laogai. À titre d'exemple, en Roumanie communiste, un centre expérimental de reconditionnement psychologique (par la torture) a fonctionné de 1949 à 1954,. Dans tous ces pays, les prisonniers qui se laissaient « réformer la pensée » avaient des chances de raccourcir leur peine, et parfois même de la voir commuée en assignation à résidence : les modalités varièrent en fonction des zones géographiques, des périodes de paix ou de guerre, et des populations carcérales : prisonniers d'opinion, politiques, ethniques, de droit-commun, de guerre, espions…
Une partie de la presse occidentale, dont en France L'Humanité des années 1930-1980, a complaisamment relayé la propagande des tortionnaires soviétiques et autres, visant à faire passer les psikhouchki pour de doux établissements de soins et les Goulags pour des centres d'aide par le travail proches des colonies de vacances communistes (avant de revenir sur ses positions).

### Politique de la Chine au Tibet
Robert Webster Ford, un opérateur radio britannique qui a travaillé au Tibet dans les années 1950, fut arrêté par l'armée chinoise d'invasion et soumis à des interrogatoires et une « réforme de la pensée » pendant 5 ans dans les prisons chinoises. Il a décrit son expérience au Tibet dans un livre où il analyse la méthode chinoise de la réforme de la pensée.
À la suite des troubles au Tibet en 2008, le photographe Gilles Sabrié indique que les autorités chinoises ont renforcé les dispositifs d'éducation politique. Les séances de rééducation conduisent les moines du monastère de Labrang à lire une forme d'éducation patriotique ou réforme de la pensée,. Selon le gouvernement tibétain en exil, des séances similaires se déroulent au monastère de Drepung qui est, à la suite des troubles en 2008, toujours fermé début 2009.

### Contraintes religieuses et dérives sectaires
Les responsables de diverses confessions et communautés religieuses de toute obédience, mais parfois aussi les personnes exerçant une forte emprise autoritaire dans leur famille, peuvent être en situation d'étouffer la liberté de penser par soi-même ou de manipuler mentalement leurs membres ou leurs proches, en s'appropriant parfois leurs biens et les maintenant par divers procédés dans un état de sujétion psychologique ou physique qualifié de « lavage de cerveau ».
En France, la loi ne définit pas ce qu'est une secte afin de ne pas porter atteinte aux libertés de conscience, d'opinion et de religion constitutionnelles, mais elle définit et condamne ce qu'elle appelle les « dérives sectaires », à savoir les comportements attentatoires au libre-arbitre des fidèles ou des proches, aux droits de l’homme ou aux libertés fondamentales, en particulier en cas d’emprise mentale vis-à-vis de personnes vulnérables (comme les enfants ou les personnes en situation de détresse). Pour lutter contre ces « dérives sectaires », la France s'est dotée en 2002 d'une structure gouvernementale appelée Mission interministérielle de vigilance et de lutte contre les dérives sectaires (Miviludes), intégrée au Ministère de l'Intérieur en 2020,.

### Projets gouvernementaux
MK-ULTRA (ou MKULTRA) est le nom de code d'un projet de la CIA visant à développer des techniques de contrôle et de programmation de l’esprit. Les deux premiers caractères MK sont appelés un digraphe et signifient qu'il s'agit d'un programme de la direction technique de la CIA. Le projet est approuvé le 13 avril 1953 et prend fin au début des années 1970. Ce projet a été subventionné (en partie) par le gouvernement américains suppléé par celui du Canada. Le projet étant vaste était éparpillé en plusieurs sous projet dont un du nom de projet « ARTICHOKE ». Anciennement appelé « BLUEBIRD » le projet visait à lutter contre les possibles techniques de lavage de cerveau utilisé par les coréens et chinois. Le 22 janvier 1954, dans une note des documents publié par le gouvernement américain, il est noté qu’une nouvelle ligne directrice du projet a été décidée pour créer un Assassin commandé.
« Il a été proposé qu'un individu de sexe masculin, d'origine (censurée), âgé d'environ 35 ans, bien éduqué, maîtrisant l'anglais et bien établi socialement et politiquement dans le gouvernement (censuré) soit amené sous ARTICHOKE à accomplir un acte, involontairement, de tentative d'assassinat contre un éminent politicien (nationalité censurée) ou, si nécessaire, contre un fonctionnaire américain. »
— Extrait traduit d'une note du projet ARTICHOKE datée du 22 janvier 1954
Selon ce document déclassifié, la programmation de l'esprit d'un individu afin qu'il commette un meurtre a été étudiée par les officiers du projet. La faisabilité d'une telle opération fut analysée par une équipe, qui conclut à l'existence de plusieurs failles opérationnelles. La question de l'élimination du sujet une fois l'expérimentation menée à son terme apparaît comme ayant été une préoccupation majeure.

## Techniques utilisées
Les techniques de lavage de cerveau sont conçues pour manipuler et contrôler la pensée d'une personne, de manière coercitive en réduisant sa résistance et ses croyances les méthodes utilisées sont les suivantes :
- Culpabilité : Utiliser la culpabilité, ou la honte, pour contraindre la personne à se conformer, exemple : en lui faisant croire qu'elle est coupable de quelque chose de grave, ou en instillant la peur de représailles si elle résiste.
- Humiliation : Rabaisser, humilier et critiquer la personne d'une manière répétée pour détruire sa confiance en elle, et pour la rendre dépendante des validations du manipulateur et pour retrouver une sentiment de valeur.
- Renforcement intermittent : Alterner entre des périodes de récompenses et de punitions pour maintenir la confusion et l'espoir pour déstabiliser la victime et renforcer son besoin de plaire au manipulateur pour éviter les punitions.
- Contrôle de l'information : Les informations extérieures sont contrôlées minutieusement pour représenter une version unique de la réalité du manipulateur.
- Privations sensorielle : La victime est soumise à des privations de sommeil, de repos ou des environnements pauvres en stimulations exemple : silence forcé, pièce sombre…).
- Rééducation : Ancrer les messages dans l'esprit de la personne, répéter sans cesse des doctrines, croyances, discours…) jusqu'à ce qu'il deviennent des verités, ce qui empêche la pensée critique.
- Destruction de l'identité : La personne est encouragée à abandonner ses relations, son passé, et sa propre identité, pour adopter des nouvelles valeurs ou une nouvelle identité, souvent imposées, afin de briser l'ancienne identité de la personne et pour l'amener à se reconstruire autour de l'idéologie ou des croyances du groupe.
- Fatigue mentale et physique : Soumettre la personne à de la privation de sommeil, des horaires stricts et épuisants ou des conditions de vie difficiles, des activités constantes, pour l'épuiser physiquement et mentalement, diminuant ainsi ses capacités de résistance et d'analyse rendant la victime plus influençable.
- Isolement : La victime coupée de son environnement social : amis, famille ou de toute influence extérieure pour la rendre plus vulnérable et réceptive aux nouvelles idées, et afin d'éliminer les perspectives externes qui pourraient contredire les messages imposés.

## Controverses
La théorie du « lavage de cerveau » ne fait cependant pas l'unanimité des scientifiques, en particulier pour ce qui concerne l'adhésion à une religion. Pour certains, ce n’est pas une théorie pertinente pour expliquer la conversion. L’American Psychological Association a refusé de prendre position parce que les recherches sur la question ne lui apparaissaient pas équilibrées.

## Auteurs sur le thème
- Joost Meerloo

### Documentaires et DVD
- Documentaire Le tube de Luc Marriot, documentaire Télévision suisse romande.
- DVD Face à la mort de l'ECPAD durée 90 min.